# Casselton
Casselton est une petite ville des États-Unis située dans le comté de Cass, dans l’État du Dakota du Nord. Lors du recensement de 2010, sa population s’élevait à 2 329 habitants.

## Histoire
Casselton a été fondée en 1876.
Le 30 décembre 2013, la ville a dû être évacuée après un accident de train : le déraillement d'un wagon de transport de céréales a provoqué celui d'un train de combustible venant en face, dont plusieurs wagons-citernes ont pris feu, heureusement sans faire de victime.

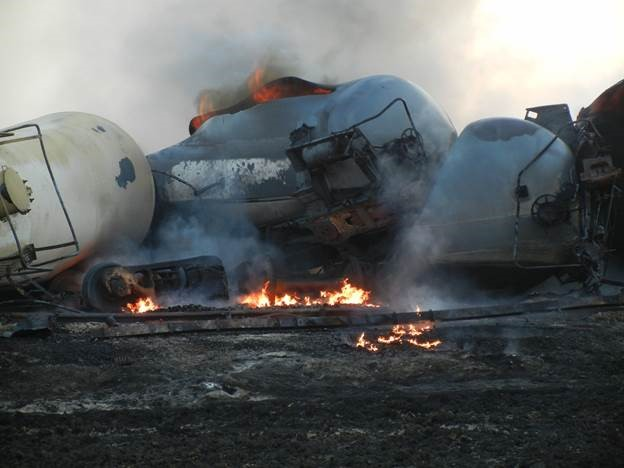
Image de l'accident de décembre 2013.

## Démographie
| 1880 | 1890 | 1900  | 1910  | 1920  | 1930  |
| ---- | ---- | ----- | ----- | ----- | ----- |
| 360  | 840  | 1 207 | 1 553 | 1 538 | 1 253 |

| 1940  | 1950  | 1960  | 1970  | 1980  | 1990  |
| ----- | ----- | ----- | ----- | ----- | ----- |
| 1 358 | 1 373 | 1 394 | 1 485 | 1 661 | 1 601 |

| 2000  | 2010  | - | - | - | - |
| ----- | ----- | - | - | - | - |
| 1 855 | 2 329 | - | - | - | - |

## Source
- (en) Cet article est partiellement ou en totalité issu de l’article de Wikipédia en anglais intitulé « Casselton, North Dakota » (voir la liste des auteurs).

1. ↑  « NTSB Issues Probable Cause for Casselton, North Dakota, Crude Oil Train Accident », sur www.ntsb.gov (consulté le 9 mai 2021)
2. ↑  « Population and Housing Unit Estimates », United States Census Bureau, 24 mai 2020 (consulté le 27 mai 2020)
3. ↑  United States Census Bureau, « Census of Population and Housing » (consulté le 21 juillet 2013)
4. ↑  « Population Estimates », United States Census Bureau (consulté le 31 mai 2019)
5. ↑  (en) « Statistiques des États-Unis - Dakota du nord - Profils des comtés de 2010 » (consulté en juin 2021)